# Верховный суд Норвегии
Верхо́вный су́д Норве́гии (норв. Norges Høyesterett, нюнорск Noregs Høgsterett) — высшая судебная инстанция в Королевстве Норвегии, рассматривающая гражданские, уголовные и административные дела, а также является органом конституционного надзора.

## Состав
Верховный суд состоит из Юстиариуса (høyesterettsjustitiarius) и 19 судей (høyesterettsdommere), все они назначаются Королём Норвегии по предложению Министра юстиции на пожизненный срок, но по достижении 70 лет обязаны уйти в отставку.
1 марта 2016 года на должность юстиариуса назначена Торил Мари Эйе.

## История
Верховный суд образован в 1815 году с принятием Эйдсволльской конституции, когда Дания по Кильскому мирному договору отказалась от унии с Норвегией и уступила её Швеции. До этого высшим судом для Норвегии всегда был Верховный суд Дании. По шведско-норвежской унии Швеция обязалась признавать норвежскую конституцию и предоставила возможность создавать свои национальные органы власти.
Первоначально суд состоял из главного судьи и шести судей, назначаемых специальным декретом короля. Со временем количество судей было увеличено.
Во время Второй мировой войны в период немецкой оккупации Норвегии Верховный суд отказался работать при новом режиме и судьи в полном составе покинули свои должности. После войны Верховный суд возобновил свою работу в прежнем составе.

## Юрисдикция
Главной задачей Верховного суда является работа по унификации права и формированию единообразной судебной практики для дальнейшего применения всеми судами, составляющими судебную систему страны. 
В Верховный суд в порядке апелляции обжалуются гражданские, уголовные и административные дела, рассмотренные нижестоящими апелляционными судами, их всего насчитывается шесть:
- Апелляционный суд Агдера;
- Апелляционный суд Боргартинга;
- Апелляционный суд Гулатинга;
- Апелляционный суд Фростатинга;
- Апелляционный суд Холугаланда;
- Апелляционный суд Эйдсиватинга.

При этом к рассмотрению принимаются лишь те дела, которые допущены Специальным проверочным апелляционным комитетом в составе 3 судей. Жалобы на решения судов, которые являются безосновательными или не представляют существенный правовой интерес для формирования прецедента могут быть возвращены обратно заявителю. Кроме того, в очевидных случаях проверочный апелляционный комитет может самостоятельно отменить или изменить решение нижестоящего суда.
Верховный суд также выполняет роль конституционного суда и может проверять любые правовые акты на предмет их соответствия конституции или международным договорам. В отличие от других скандинавских стран, Верховный суд Норвегии довольно часто вмешивается в деятельность парламента, указывая на неконституционность его некоторых действий.